# 北条松千代
北条 松千代（ほうじょう まつちよ、生没年不詳）は、後北条氏の一族。祖父は北条氏康。父は北条氏規で4男。早世したといわれる。兄に北条氏盛、北条菊千代、北条勘十郎。姉妹に智清禅定尼（北条直定室）、安養院殿（白樫三郎兵衛室）、女（東条長頼室）らがいる。